# Liebeslieder (Strauss)
Liebeslieder ist ein Walzer von Johann Strauss (Sohn), op. 114. Das Werk wurde am 18. Juni 1852 im Volksgarten in Wien uraufgeführt.